# 쐐기털
쐐기털(urticating hair)은 수많은 식물, 거의 모든 신세계 타란툴라 및 다양한 나비목 애벌레가 사용하는 주요 방어 메커니즘 중 하나이다. 쐐기풀속의 영단어 Urtica는 라틴어로 "쐐기풀"을 뜻하며( 쏘는 쐐기풀은 쐐기풀속에 속함), 쐐기털 강모는 이 유형의 식물과 여러 과에 속하는 많은 식물의 특징이다. 이 용어는 또한 타란툴라 또는 애벌레 복부의 등쪽 표면과 뒤쪽 표면을 덮는 특정 유형의 가시털을 의미한다. 많은 타란툴라 종은 복부에서 강모를 방출하여 잠재적인 공격자를 향해 보낸다. 이러한 강모는 다른 동물의 피부나 눈에 박혀 신체적 자극을 유발하고 일반적으로 큰 불편함을 유발할 수 있다. "털"이라는 용어는 엄밀히 말하면 잘못된 명칭이다. 오직 포유동물만이 진짜 털을 가지고 있기 때문이다. 식물 털의 과학 용어는 모용(트리코메스, trichomes)이다.